# Klarhof
Klarhof ist ein Gemeindeteil der Gemeinde Ehingen im Landkreis Ansbach (Mittelfranken, Bayern). Klarhof liegt in der Gemarkung Lentersheim.

## Geografie
Die Einöde liegt am Moosgraben, der 500 Meter weiter südlich als linker Zufluss in den Lentersheimer Mühlbach mündet, der ein linker Zufluss der Wörnitz ist. Unmittelbar nördlich des Ortes befindet sich die Einöde Klarmühle und der Klarweiher, der als Badeweiher genutzt werden kann, und ein Campingplatz. Im Südosten liegt das Flurgebiet Lindenlohe.
Eine Gemeindeverbindungsstraße führt nach Kussenhof (0,9 km nordwestlich) bzw. zur Kreisstraße AN 47 (0,6 km südöstlich) zwischen Lentersheim (1,8 km westlich) und Unterschwaningen (0,8 km östlich). Ein Wirtschaftsweg führt ebenfalls nach Lentersheim (1,5 km westlich).

## Geschichte
Klarhof lag im Fraischbezirk des ansbachischen Oberamtes Wassertrüdingen. Gegen Ende des 18. Jahrhunderts gab es eine Untertansfamilie, die auf dem Höflein saß. Grundherr des Anwesens war das Kastenamt Wassertrüdingen. Von 1797 bis 1808 unterstand der Ort dem Justiz- und Kammeramt Wassertrüdingen.
Infolge des Gemeindeedikts wurde Klarhof dem 1809 gebildeten Steuerdistrikt und der Ruralgemeinde Lentersheim zugewiesen. Bis in den 1870er Jahren wurde der Ort in den amtlichen Ortsverzeichnissen zur Klarmühle gerechnet und nicht separat aufgeführt. Im Zuge der Gebietsreform in Bayern wurde Klarhof am 1. Mai 1978 nach Ehingen eingemeindet.

### Einwohnerentwicklung
| Jahr      | 001871 | 001885 | 001900 | 001925 | 001950 | 001961 | 001970 | 001987 |
| Einwohner | *21    | *15    | *11    | *15    | *18    | 13     | 5      | 2      |
| Häuser    |        | *3     | *3     | *2     | *2     | 1      |        | 1      |
| Quelle    | [ 11 ] | [ 12 ] | [ 13 ] | [ 14 ] | [ 15 ] | [ 16 ] | [ 17 ] | [ 1 ]  |

## Religion
Der Ort ist evangelisch-lutherisch geprägt und bis heute nach St. Michael (Lentersheim) gepfarrt. Die Einwohner römisch-katholischer Konfession waren ursprünglich nach Beatae Mariae Virginis (Großlellenfeld) gepfarrt, heute ist die Pfarrei Heilig Geist (Wassertrüdingen) zuständig.